# Финкель, Рафаэль
Рафаэль Финкель (Raphael Finkel; 1951, Чикаго, США) — американский учёный в области информатики, профессор Кентуккийского университета. Является автором сетевого энциклопедического словаря хакерского сленга «Jargon File», «An Operating Systems Vade Mecum», книги об операционных системах, а также «Advanced Programming Language Design», вводной книги о парадигмах программирования. Рафаэль Финкель и Джон Бентли являются авторами структуры данных квадродерева.

## Биография
Финкель родился в Чикаго. Поступил в Чикагский университет, где получил степени бакалавра математики и магистра педагогики. Затем получил степень PhD в Стэнфордском университете под руководством Винтона Серфа.
Финкель получил место в Висконсинском университете в Мадисоне после завершения докторантуры и оставался там с 1976 до 1987 — до момента, когда получил место в Кентуккийском университете.